# اندرو سالمون
اندرو سالمون (انگلیسی: Andy Salmon؛ زادهٔ ۲ ژوئیهٔ ۱۹۵۹) فرد نظامی اهل بریتانیا است. وی همچنین برندهٔ جوایزی همچون نشان ستاره برنزی شده‌است.